# Plaza Italia (programa de televisión)
Plaza Italia fue un programa de televisión chileno, conducido por Marcelo Comparini. Este programa de conversación combinaba los formatos de late night show, con monólogo, sketch e invitados. Fue trasmitido por varios canales de televisión a través de su historia; entre 1996 y 1999 por Canal 2 Rock & Pop, entre mayo y agosto de 2003 por Showbiz Televisión y en septiembre de 2003 en Canal 13 Cable e incluso llegó a ser transmitido por la señal abierta de Canal 13, durante 2004.
La temática del programa era la revisión de la actualidad, nacional e internacional  de manera irónica e irreverente.
El programa finaliza en Canal 13 Cable, aproximadamente en 2007.

## Historia
En 1996, Marcelo Comparini aceptó la oferta de Canal 2 Rock & Pop, luego de que meses antes fuera desvinculado de la conducción del programa Extra jóvenes de Chilevisión debido a unas declaraciones que dio a un periódico vespertino. Comparini y Marco Silva formaron la dupla de conducción, siendo el papel de Silva como "sidekick".
Plaza Italia fue uno de los programas más exitosos y rentables de la estación durante su historia, llegando en 1999 a tener 7 auspiciadores y realizar el video de créditos al cierre del programa, una toma área desde la azotea de la Torre Telefónica.
El último programa emitido fue el 1 de diciembre de 1999, mismo día del término del Canal 2.
En 2003, Comparini bajo el alero de su propia compañía productora Lancelot Link,relanza Plaza Italia, a través del canal de cable Showbiz Televisión, canal de propiedad de la cableoperadora Metrópolis Intercom. El programa comenzó el 12 de mayo de 2003, sin Marco Silva. El programa duró solo 3 meses y medio en esta señal.
En septiembre de 2003, Plaza Italia comienza a ser transmitido por Canal 13 Cable, señal del cable de Canal 13, con la misma temática de las versiones anteriores. El programa finaliza a mediados de 2007. En ocasiones, Comparini fue remplazado por Juan Manuel Astorga.
El 3 de mayo de 2004, la señal abierta de Canal 13 decide emitir la repetición del episodio emitido en el cable, debido a que en ese entonces no toda la comunidad tenía acceso a la televisión de pago.
Después del término del programa, aproximadamente en 2007, Comparini continuó desarrollando programas para Canal 13 y su señal de cable, conduciendo Lado C y Super Late, de temáticas similares a Plaza Italia. Desde 2009, conduce junto al arquitecto Federico Sánchez, City Tour, programa que fue inspirado en la sección "la arquitectura del terror".
Desde el 1 de marzo de 2016 hasta octubre de 2022, condujo en Radio Oasis y junto a Marco Silva, el programa Esto no es Plaza Italia, una versión radial del recordado espacio.
Actualmente REC, la señal nostálgica de Canal 13,  está retransmitiemdo capítulos del ciclo emitido en la exestación católica.

## Secciones

### Canal 2 Rock & Pop
- Igualitos
- Somos los que somos
- La revisión de las portadas de los diarios, se revisaban los periódicos del día utilizando Croma key, en donde se insertaban los conductores en el papel del periódico.
- La carrera del poder, esta sección era un juego de mesa (similar al Monopoly), con ficha de los candidatos presidenciales de la época.[21]

### Canal 13 Cable
- La arquitectura del terror, junto a Federico Sánchez, viajaban al barrio de La Dehesa para criticar las arquitecturas de las casas, esta sección derivo años después en City Tour.[22][23]

## Colaboradores
Canal 2 Rock & Pop
- Fernando Lasalvia[24][25]
- Antonia Campero[26]
- Carolina Fadic[27]
- Juan Carlos "Pollo" Valdivia, comentario de cine[28]
- Roka Valbuena
- Nibaldo Mosciatti

Showbiz Televisión
- Roka Valbuena
- Nibaldo Mosciatti

Canal 13 Cable
- María Gracia Subercaseaux
- Jorge López.

Canal 13
- Sergio Canals
- Carolina Varleta
- Nibaldo Mosciatti